# Darío Agustín Trinidad
Darío Agustín Trinidad, vollständiger Name Darío Agustín Trinidad Díaz Méndez, (* 20. März 1992 in Montevideo) ist ein uruguayischer Fußballspieler.

## Karriere
Der 1,80 Meter große Mittelfeldakteur Trinidad steht mindestens seit der Spielzeit 2013/14 im Kader von Miramar Misiones. In jener Saison sind dort für ihn sechs Einsätze in der Primera División verzeichnet. Einen Treffer erzielte er nicht. Am Saisonende belegte er mit seinem Team in der Jahresgesamttabelle den 16. Platz. Dies bedeutete den Abstieg in die Segunda División. In der Zweitligaspielzeit 2014/15 lief er 17-mal (ein Tor) in der Liga auf. Während der Spielzeit 2015/16 kam er 16-mal (drei Tore) in der Liga zum Einsatz. In der Saison 2016 stehen elf Zweitligapartien (kein Tor) mit seiner Mitwirkung zu Buche.